# Microsoft 365 Online
Microsoft 365 Online (также известный как Microsoft 365 for the web, ранее Office Online и Office Web Apps) — это онлайн-пакет офисных приложений, который позволяет пользователям создавать и редактировать файлы, используя облегченные веб-версии приложений Microsoft Office: Word, Excel, PowerPoint, OneNote. Помимо этих приложений в пакет входят Sway, Outlook.com, OneDrive, приложения Люди и Календарь. Корпоративная версия сервиса под названием Office Online Server (ранее Office Web Apps Server) может быть установлена на приватные облачные хранилища вместе с такими сервисами, как Microsoft SharePoint, Microsoft Exchange Server и Microsoft Lync Server.

## История
Сервис Office Web Apps впервые был показан в октябре 2008 года на конференции PDC 2008 в Лос-Анджелесе. Крис Капоссела, старший вице-президент бизнес отдела Microsoft, представил Office Web Apps как пакет облегчённых версий приложений Word, Excel, PowerPoint и OneNote, который позволяет создавать, редактировать и обмениваться документами Office через обычный браузер. Согласно его словам, Office Web Apps призван стать доступной частью Office Live Workspace. Было анонсировано, что Office Web Apps будет работать посредством как и AJAX, так и Silverlight, однако второе будет необязательно. Стивен Элоп, президент бизнес отделения Microsoft, сказал, что предварительная версия Office Web Apps станет доступна в течение 2008 года. Однако предварительная версия была выпущена только в сентябре 2009 года.
13 июля 2009 года на конференции WPC в Новом Орлеане впервые были продемонстрированы возможности Office Web Apps. Дополнительно было заявлено, что получить доступ к Office Web Apps можно будет тремя путями: через Windows Live (вместо раннее анонсированного Office Live Workspace), или через Microsoft SharePoint и Microsoft Online Services для бизнес-пользователей. Но бета-тестеры Office 2010 не получили доступ к Office Web Apps в обещанное время — было сказано, что доступ будет открыт в течение августа 2009 года. Однако в августе представитель Microsoft сказал, что релиз предварительной версии Office Web Apps задерживается, а продукт не будет доступен до конца августа.
Microsoft официально представила предварительную версию Office Web Apps 17 сентября 2009 года. Office Web Apps был доступен только для выбранных тестеров через сервис OneDrive (в то время Skydrive). Финальная версия Office Web Apps стала доступна для пользователей 7 июня 2010 года через Windows Live Office.
22 октября 2012 года Microsoft обновил Office Web Apps — появилась функция совместного редактирования, улучшилась производительность и появилась поддержка тактильных сенсоров.
6 ноября 2013 года Microsoft анонсировала такие функции, как совместное редактирование в реальном времени и авто-сохранение в Word (заменяющее кнопку сохранить).
В феврале 2014 года Office Web Apps перетерпел ребрендинг — он был преобразован в Office Online и стал частью других веб-сервисов Microsoft, включая Календарь, OneDrive, Outlook.com и Люди. Microsoft уже предпринимал попытку объединить все онлайн-сервисы под брендом Windows Live в 2005 году (по образцу с Xbox Live). Однако в связи с грядущим релизом Windows 8 и увеличением надобности облачных сервисов, Microsoft решила отказаться от бренда Windows Live, чтобы сделать акцент на том, что теперь данные сервисы включены в состав Windows и не являются просто дополнениями. Бренд Windows Live также критиковался за то, что он включал в себя все больше несвязанных сервисов.
В ноябре 2014 года Office Online приобрел функцию онлайн чата для совместных документов. В апреле 2015 года была добавлена интеграция с облачным сервисом Dropbox.

## Доступность
Для обычных пользователей Office Online доступен бесплатно — для этого необходимо зайти с помощью аккаунта Microsoft на сайт Office.com, который также совмещен с сервисом OneDrive и Office Live Workspace. Корпоративные версии доступны через сервис Microsoft 365.
Office Online поддерживает все популярные браузеры, в том числе Internet Explorer 9 и выше, Microsoft Edge, Google Chrome, Firefox, а также Safari для OS X 10.6 и выше.
Удобно тем, что в Office Online используется обновлённый интерфейс Microsoft Office 2024, а также тем, что если у кого-либо нет на компьютере офисных приложений, можно воспользоваться этой онлайн-версией.